# I.K.U.
『I.K.U.』（アイ・ケイ・ユー）は、2000年製作の日本映画。

## ストーリー
20XX年、ゲノム社は、脳に直接快楽信号を送るチップ「I.K.U.チップ」の製造の必要にデータを集めるため、オーガズムコーダー・REIKOを開発し、ニュー・トーキョーに送り出す。
REIKOが身分を変えながらデータ収集にいそしんでいた矢先、ライバル社のバイオ・リンク社の妨害に遭う。そこへ、かつてゲノム社がオーガズムコーダーとして開発していたMASHが現れ、REIKOを再起動する形で救う。任務を再開したREIKOは、アキラという人物とセックスをし、最後の任務を終える。
そして、「I.K.U.チップ」を開発した後、REIKOとディジーは会社を去る。
別のエンディングではディジーとアキラが親しくなり、REIKOのいる湖へ向かう。

## キャスト
- REIKO1：時任歩
- REIKO2：夢野まりあ
- REIKO3：佐々木ユメカ
- REIKO4：有賀美穂
- REIKO5：麻生みゅう
- REIKO6：土田悦世
- REIKO7：TSOUSIE
- ディジー：ザッカリー・ナタフ
- マッシュ：MASH
- 東京ローズ：Aja
- ロンドン：エミ・エレオノーラ
- マミ：Margarette
- アケチ：明智伝鬼